# 滋賀県道22号竜王石部線
滋賀県道22号竜王石部線（しがけんどう22ごう りゅうおういしべせん）は、滋賀県蒲生郡竜王町竜王IC南交点を起点に湖南市石部口交点に至る7.4 kmの県道（主要地方道）である。

## 概要
路線は、竜王町の竜王IC南交差点から湖南市の石部口交差点を結ぶ名神高速道路に沿って通る。途中、八重谷越がある。国道1号バイパス開通により、菩提寺西交差点から中郡橋北交差点まで新たに開通した。

### 路線データ
- 起点：蒲生郡竜王町大字小口（国道477号交点）
- 終点：湖南市石部口（滋賀県道4号草津伊賀線交点）

## 歴史
- 1993年（平成5年）5月11日 - 建設省から、県道竜王石部線が竜王石部線として主要地方道に指定される[1]。

## 路線状況

### 重複区間
- 滋賀県道27号野洲甲西線（湖南市菩提寺・菩提寺西交差点 - 菩提寺交差点）
- 国道1号（湖南市菩提寺、国道菩提寺交差点 - 中郡橋北交差点）

### 道路施設
- 中郡橋（野洲川、湖南市菩提寺 - 石部北）

## 地理

### 通過する自治体
- 蒲生郡竜王町
- 湖南市

### 交差する道路
- 国道477号（蒲生郡竜王町大字小口・竜王I.C南交差点、起点）
- 林道十二峰線
- 滋賀県道27号野洲甲西線・滋賀県道22号竜王石部線バイパス（湖南市菩提寺・菩提寺西交差点）
- 滋賀県道27号野洲甲西線（湖南市菩提寺・菩提寺交差点）
- 国道1号 栗東水口道路（湖南市菩提寺・中郡橋北交差点）
- 滋賀県道4号草津伊賀線 東海道・滋賀県道113号石部草津線（湖南市石部口、石部口交差点）

バイパス
- 滋賀県道27号野洲甲西線・滋賀県道22号竜王石部線（湖南市菩提寺・菩提寺西交差点）
- 国道1号（湖南市菩提寺・国道菩提寺交差点）

### 沿線にある施設など
- 名神高速道路 竜王IC（蒲生郡竜王町大字小口）
- 竜王ゴルフコース（蒲生郡竜王町大字山中）
- 青年の城ホテル（蒲生郡竜王町大字薬師）
- 滋賀県希望が丘文化公園（同上）
- 近江カントリー倶楽部（湖南市菩提寺）
- 甲西菩提寺郵便局（湖南市菩提寺西4丁目）
- 湖南市立菩提寺小学校（湖南市菩提寺）
- 滋賀銀行 菩提寺支店（湖南市菩提寺西1丁目）
- 菩提寺保育園（湖南市菩提寺）
- 正念寺（湖南市菩提寺）